# Tent pegging

Tent Pegging mit Lanze bei einem Turnier in Südafrika (Bildsequenz)

Tent pegging (wörtlich „zeltpflocken“) bezeichnet eine Reitsportart, die in einigen Commonwealth-Staaten populär ist. Es handelt sich um einen Sport der Kavallerie aus alter Zeit und ist offiziell von der International Federation of Equestrian Sports als regionale Disziplin anerkannt.
Das Ziel dieser Disziplin im engeren Sinne ist es, vom Pferderücken aus mittels einer Lanze einen im Boden steckenden Holzpflock („peg“) aufzuspießen. Neben der engeren Bedeutung hat sich im englischen Sprachraum der Begriff „Tent Pegging“ zum Oberbegriff aller Pferdesportarten entwickelt, bei denen mit einer Waffe vom Pferd aus ein Ziel anvisiert wird.

## Herkunft

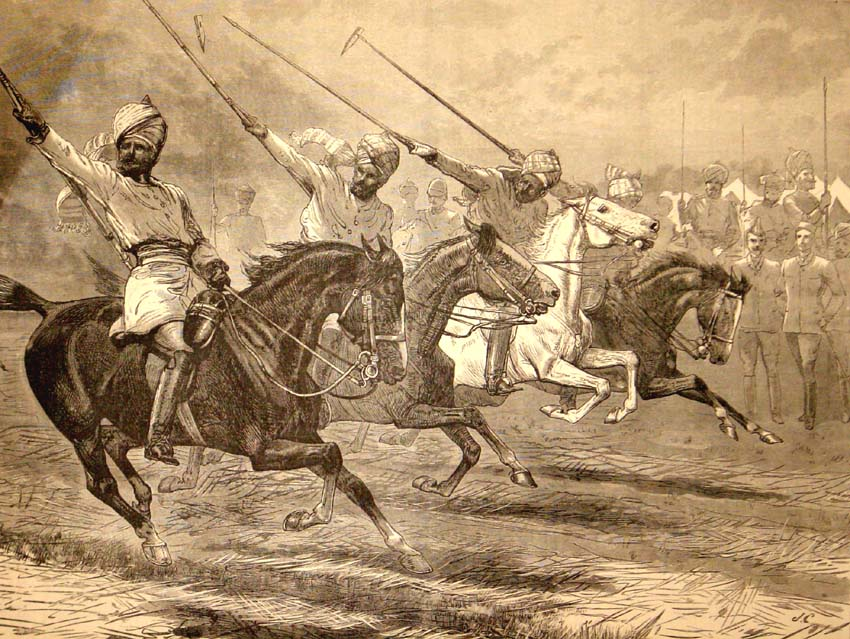
Tent Pegging Illustration in der Illustrated London News (1890)

Kavalleriereiter praktizieren diesen Sport schon mindestens seit dem vierten Jahrhundert vor Christus, durch die großen asiatischen und später europäischen Reiche verbreitete sich der Wettbewerb auf der ganzen Welt. Entstehungszeit und -ort sind daher nicht genau festzulegen.
Fest steht, dass dieser Sport dem Kavallerietraining entstammt und den Reiter im Umgang mit Lanze und Säbel (vom Pferderücken aus) schulen sollte. Ob das Tent Pegging die allgemeinen Fähigkeiten des Kavalleristen weiterentwickeln oder ihn auf bestimmte Kriegssituationen vorbereiten sollte, ist unklar.
Die Legende besagt, dass damit ein militärischer Überfall zu Pferd auf ein Zeltlager geprobt wurde. Durch das Ziehen und Umreißen der Zeltpflöcke (Zeltheringe) fielen die Unterkunftszelte zusammen und verbreiteten so Verwirrung im gegnerischen Lager. Tatsächlich finden sich keinerlei Belege, dass diese Taktik tatsächlich jemals im Kampf zum Einsatz kam.

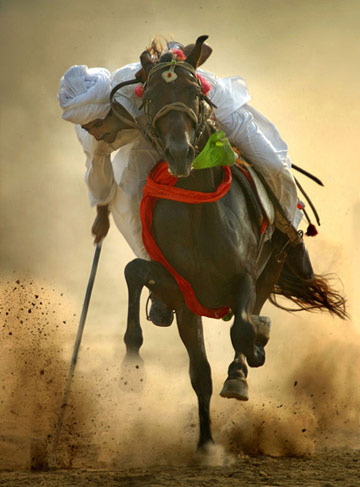
Traditionelles Tent Pegging in Pakistan

Eine andere Interpretation verlegt die Ursprünge dagegen nach Indien, wo über viele Jahrhunderte Kriegselefanten in die Heere integriert waren. Die Reitertruppen übten als Gegentaktik, mit der Lanzenspitze die empfindlichen Füße zu treffen und insbesondere in die hochempfindlichen Fussnägel zu stechen, sodass der Elefant in Panik seinen Mahout abwirft, wild wegrennt und dabei womöglich feindliche Fußsoldaten niedertrampelt oder zumindest erhebliche Verwirrung in den Infanterielinien schafft. Die British Tentpegging Association merkt zu dieser Theorie jedoch an, dass es unwahrscheinlich ist, dass Reiter nahe genug an einen Kriegselefanten gekommen wären, um seine Füße zu attackieren. Sie hält es daher für wahrscheinlicher, dass es sich tatsächlich nur um eine allgemeine Trainingsübung der Kavallerie handelte.
Entsprechend ist die Sportart vor allem in Indien weit verbreitet. Andere wissenschaftliche Quellen legen jedoch nahe, dass der Sport in Zentralasien oder im Nahen Osten entstand und erst später in Indien populär wurde. Da der spezifische Wettkampf des Tent Pegging die bekannteste der kriegerischen Reitsportdisziplinen ist, wurde Tent Pegging mit dem Schwinden der Kavallerie im zwanzigsten Jahrhundert zum Oberbegriff der ganzen Disziplin.
Heutzutage wird Tent Pegging auf der ganzen Welt betrieben, ist aber nach wie vor insbesondere in seinen Herkunftsländern beliebt. Über die britische Armee verteilte es sich auch in die Länder des Commonwealth, wo es nun ebenfalls eine teils mehrere hundert Jahre alte Tradition hat. Der Olympische Rat Asiens nahm Tent Pegging bereits 1982 als offiziellen Sport auf, von der FEI wurde es bisher nur als regionale Reitsportdisziplin anerkannt. Nach wie vor wird der Sport jedoch von Mitgliedern von Kavallerieregimentern oder der berittenen Polizei dominiert.

## Regelwerk
Die einzelnen nationalen Verbände im Tent Pegging erlassen eigene Regeln für ihre Wettbewerbe. Man hat sich international auf ein Rahmenwerk geeinigt, dass den vielfältigen Möglichkeiten Beschränkungen auferlegt. Vor dem Wettkampf wird den Reitern ein Plan ausgehändigt, in dem der Kurs mit seinen Einzeldisziplinen beschrieben ist.
Festgelegt werden die Größe und Art des Ziels, die Anzahl aufeinander folgender Ziele in einem Parcours, die Größe und das Gewicht der Waffe, die Mindestzeit, in der ein Parcours erledigt werden muss, und ob das Ziel getroffen, geschnitten oder mitgenommen werden muss. Die Strecke beträgt immer 100 Meter, wobei die Reiter sowohl vor als auch nach der gemessenen Strecke weitere 50 Meter bis 100 Meter Bahn haben, um die erforderliche Geschwindigkeit zu erreichen bzw. ein sicheres Bremsen des Pferdes zu ermöglichen.
Zu Wettkämpfen angetreten wird einzeln, in Paaren oder im Team von 4 Reitern. Das Mindestalter für die meisten internationalen Wettbewerbe beträgt 16 Jahre, für sogenannte Masters-Turniere müssen Teilnehmer mindestens 45 Jahre alt sein.

### Disziplinen
Das offizielle internationale Regelwerk der International Tent Pegging Federation (ITPF) widerspricht sich bisweilen, was die für ein offizielles Turnier geforderten Disziplinen angeht. Eingangs nennt es die 8 folgenden Disziplinen, später werden jedoch alle Wettbewerbe außer Individual und Team Lance und Individual und Team Sword als „special competitions“ bezeichnet.

#### Individual Lance und Individual Sword

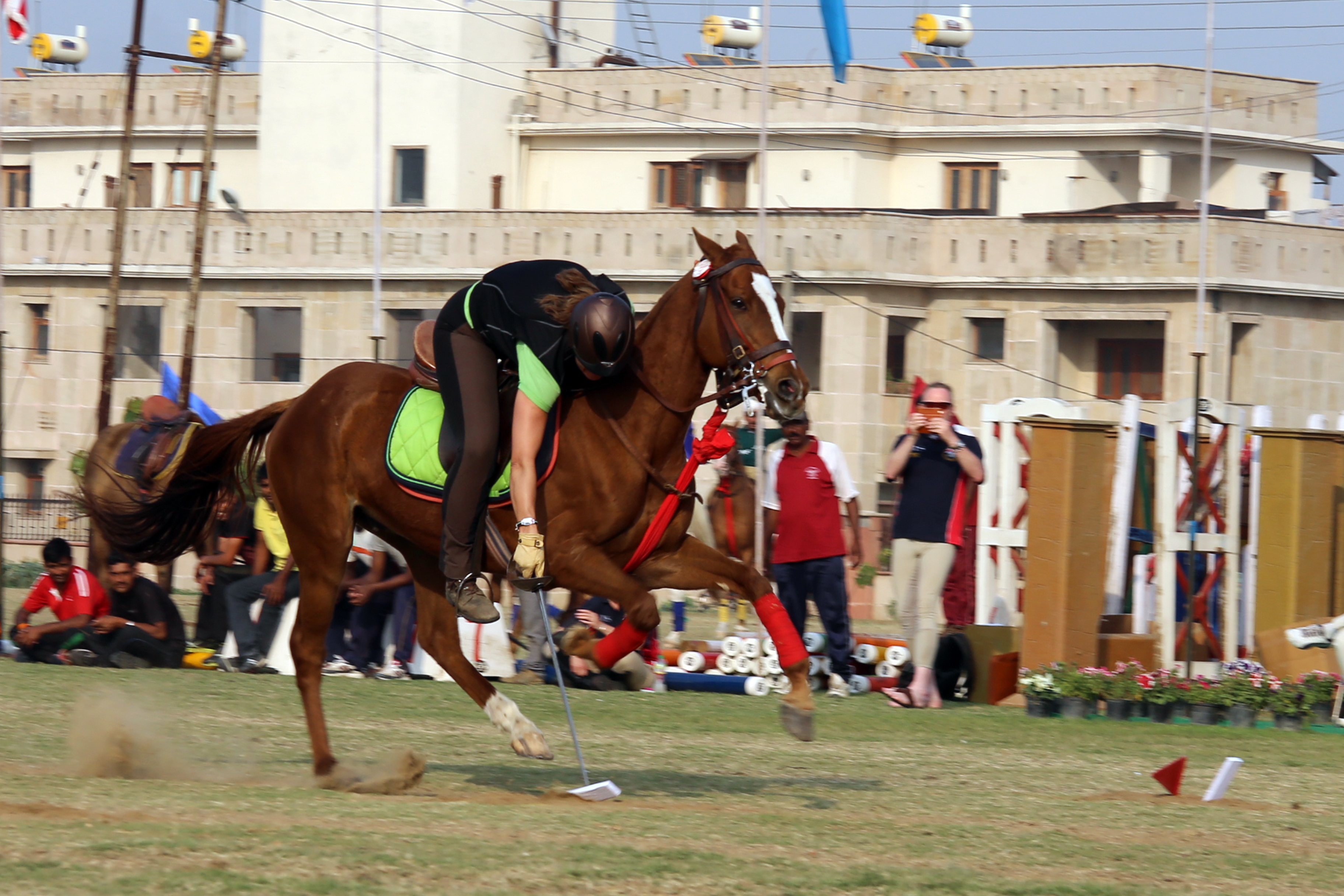
Individual Sword bei einem Turnier in Indien

Hierbei handelt es sich um Tent Pegging im engeren Sinn. Ein Reiter galoppiert auf einem Pferd eine gerade Bahn hinunter und ist entweder mit Lanze oder Säbel bewaffnet. Er versucht mit der Waffe, ein kleines Ziel auf dem Boden („peg“) aufzuspießen, mitzunehmen oder zumindest anzukratzen. Die Ziele können aus Holz oder synthetischen Materialien bestehen, dürfen aber beim Aufspießen nicht auseinanderbrechen. Holzpflöcke werden zu diesem Zweck vor dem Wettkampf in Wasser eingeweicht. Die Pflöcke sind weiß und mindestens 30 Zentimeter lang und werden im Wettkampfverlauf schmaler. Das internationale Regelwerk der ITPF definiert Folgendes: In den ersten beiden Runden des ersten Durchgangs und der ersten Runde des zweiten Durchgangs sind sie 6 Zentimeter breit und in der dritten Runde des ersten Durchgangs und der zweiten und dritten Runde des zweiten Durchgangs 4 Zentimeter breit. Sie werden in einem Winkel von sechzig Grad so weit in den Boden getrieben, dass der Teil an der Oberfläche eine Länge von exakt 17 Zentimeter hat. Die Länge der Strecke beträgt 100 Meter, der Pflock wird bei 70 Meter platziert. Die Mindestgeschwindigkeit, mit der die Bahn absolviert werden muss, beträgt 800 m/min.
Für einen aufgespießten und über eine Strecke von mindestens 15 Meter (Holzpflöcke) bzw. 10 Meter (andere Materialien) getragenen Pflock gibt es 6 Punkte, für einen aus dem Boden gezogenen, aber nicht über die ganze Strecke getragenen Pflock 4 Punkte und für einen getroffenen aber nicht aus dem Boden gezogenen Pflock 2 Punkte. Für Zeitüberschreitungen wird ein halber Punkt pro angefangener Sekunde über der erlaubten Zeit abgezogen. Es gewinnt der Reiter mit den meisten Punkten in beiden Durchgängen.

#### Team Lance und Team Sword

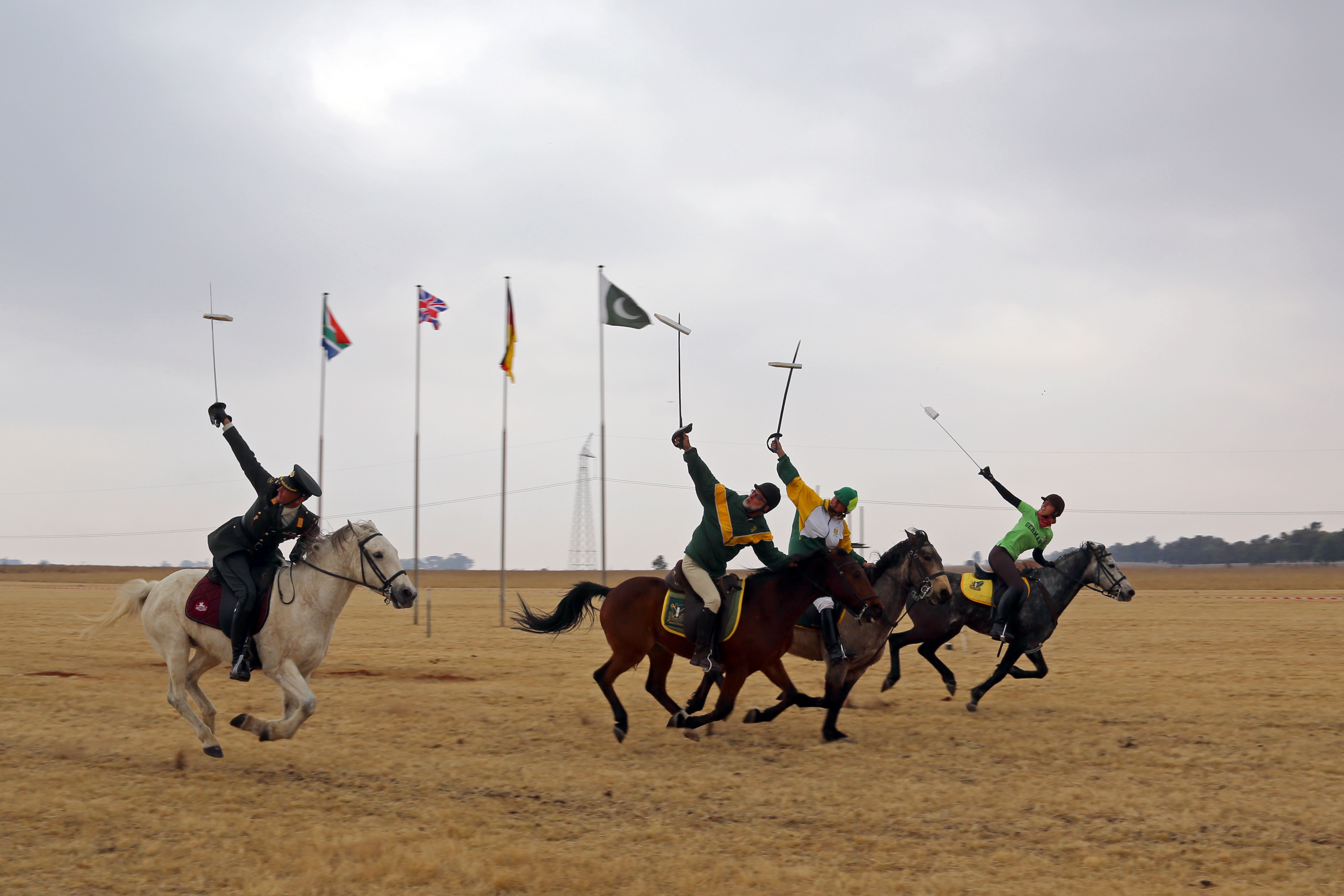
Team Sword bei einem Turnier in Südafrika

Es gelten dieselben Regeln wie für die jeweilige Einzeldisziplin mit dem Unterschied, dass in Mannschaften zu je 4 Reitern parallel angetreten wird. Außerdem wird die Mindestgeschwindigkeit auf 750 m/min reduziert. Die Punkte aller Reiter einer Mannschaft werden addiert.

#### Rings and Pegs
Bei Rings and Pegs handelt es sich um eine sogenannte „Overhead“-Disziplin, da sich die Ziele oberhalb der Pferdeköpfe befinden. Wie der Name besagt, besteht diese Disziplin daraus, zunächst 2 von Galgen hängende Ringe aufzuspießen und anschließend einen Pflock im Boden aufzusammeln. Die Länge der Strecke beträgt auch hier 100 Meter; die Galgen sind in einem Abstand von 15 Metern platziert, 20 Meter nach dem zweiten Galgen folgt der Pflock. Die Ringe hängen auf einer Höhe von 2,2 Metern. In 2 Durchläufen wird laut ITPF-Regelwerk die erste Runde auf einen 6 Zentimeter breiten Pflock geritten und die zweite Runde auf einen Pflock von 4 Zentimeter Breite. Vorgeschriebene Waffe für Rings and Pegs ist meist die Lanze, hier kann es jedoch regionale Unterschiede geben. Die Mindestgeschwindigkeit, mit der die Bahn absolviert werden muss, beträgt 750 m/min.
Der Reiter erhält 6 Punkte für jeden gestochenen Ring, für das Treffen von Pflöcken gelten dieselben Punkteverteilungen wie bei den anderen Disziplinen, ebenso für Zeitüberschreitungen.

#### Lemons and Pegs

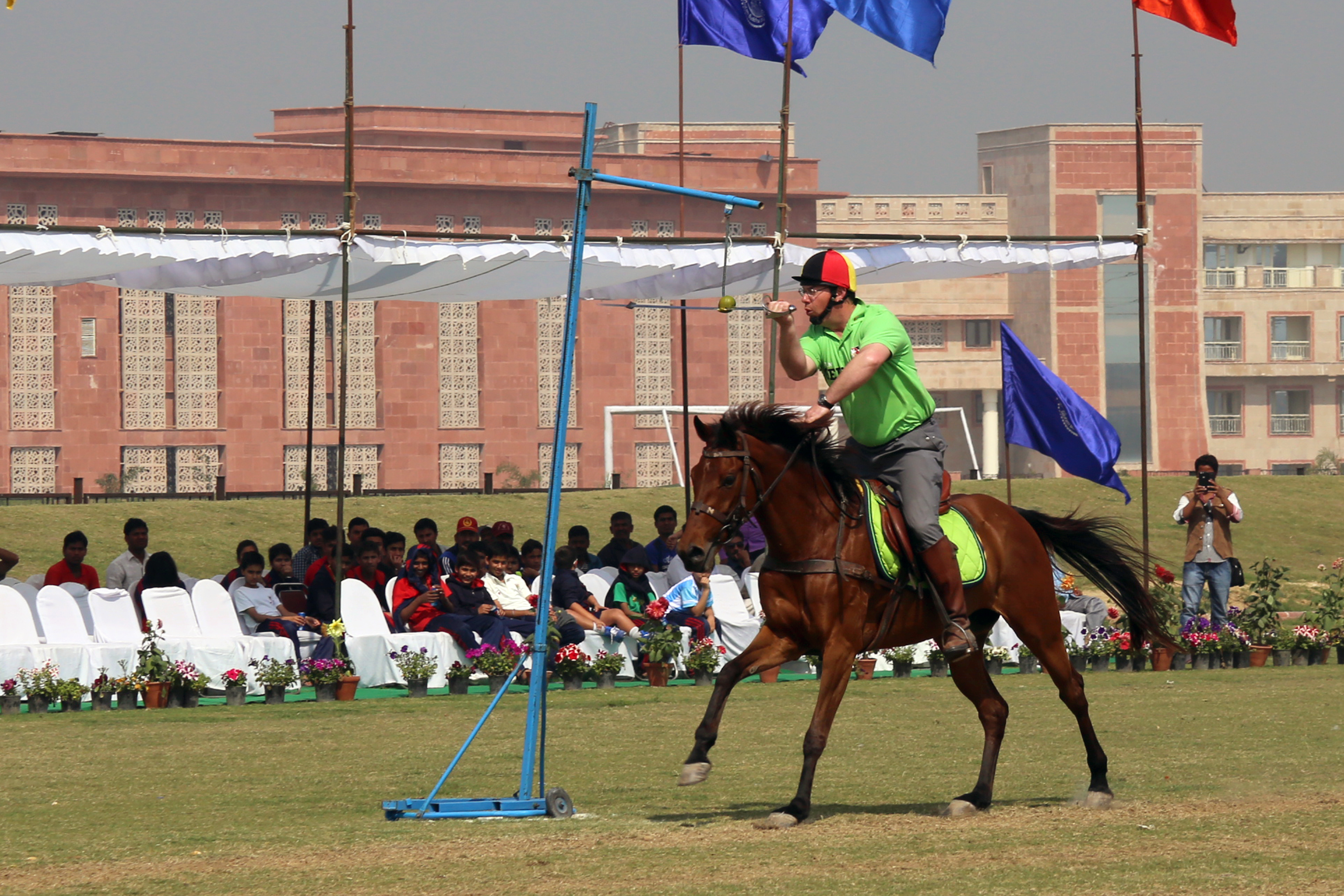
Lemon and Pegs bei einem Turnier in Indien

Bei Lemons and Pegs ist der Kurs ähnlich aufgebaut wie für Rings and Pegs mit dem Unterschied, dass von den Galgen keine Ringe hängen, sondern Zitronen oder ähnlich leicht zerteilbare Früchte. Als Waffe wird der Säbel verwendet. Mit ihm sollen die Reiter die Früchte horizontal zerteilen und anschließend den Pflock aufsammeln.
Für jede korrekt zerteilte Zitrone erhält man 6 Punkte, für Pflöcke und Zeitüberschreitungen gelten die üblichen Regeln.

#### Lance and Sword Paired

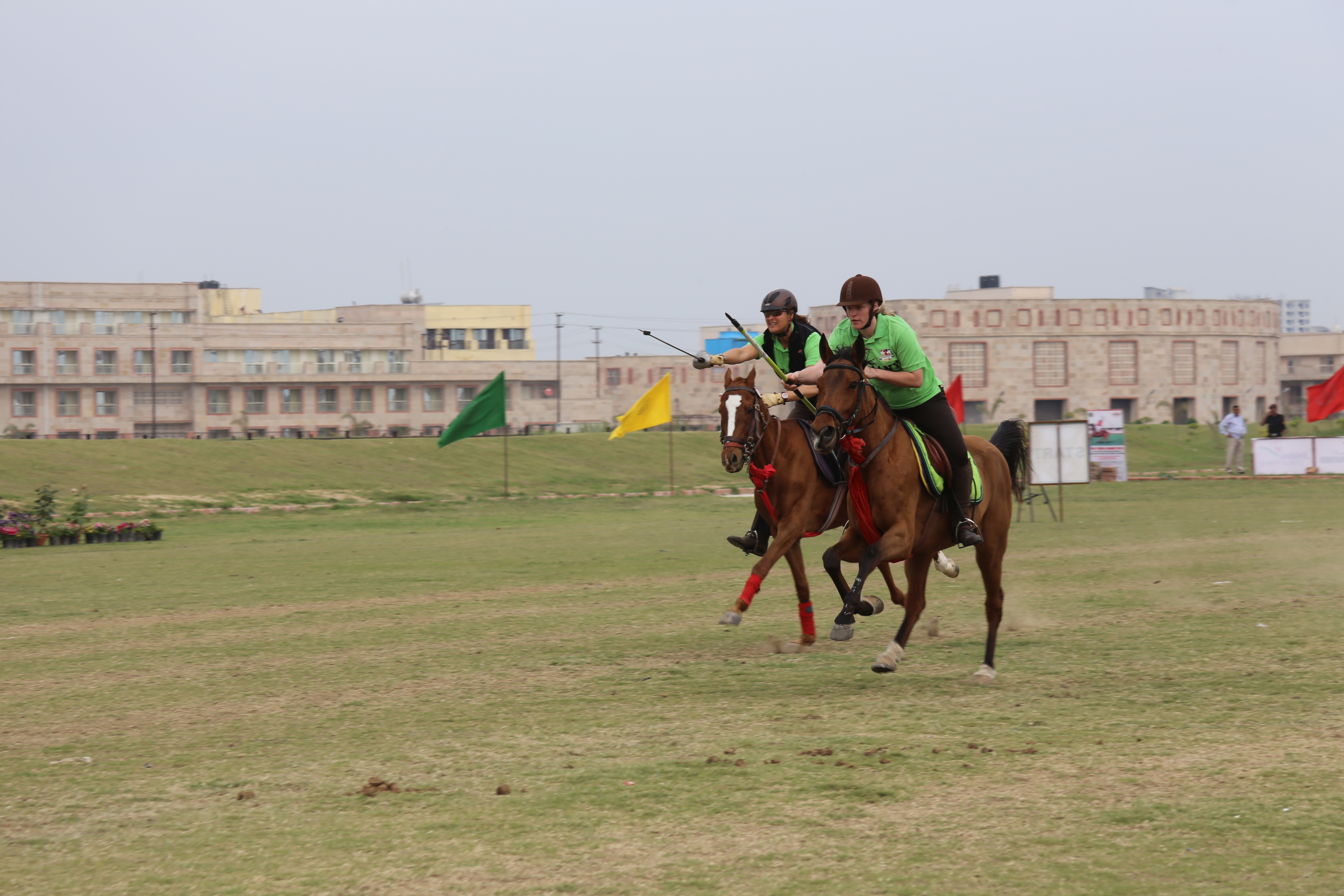
Lance and Sword Paired bei einem Turnier in Indien

Lance and Sword Paired ist eine Kombination aus Individual Lance und Individual Sword, die zu zweit geritten wird. Die Reiter starten als Paar nebeneinander auf angrenzenden Bahnen; einer von ihnen reitet den Individual-Lance-Kurs, einer den Individual-Sword-Kurs. Die verwendeten Waffen sind dementsprechend für einen der beiden Reiter die Lanze, für den anderen der Säbel. Es wird nur ein Durchgang zu 2 Runden geritten, die erste auf 6 Zentimeter breite Pegs, die andere auf 4 Zentimeter breite Pegs. Die Mindestgeschwindigkeit beträgt 750 m/min.
Punkte werden vergeben wie in den Einzeldisziplinen, das Team mit den meisten Punkten gewinnt.

#### Indian File
Das Indian File ist eine reine Mannschaftsdisziplin, bei der die Reiter in schneller Abfolge nacheinander Pflöcke aufsammeln. Es wird pro Reiter ein Pflock platziert, das heißt 4 Pflöcke im Abstand von je 1,5 Metern, beginnend mit dem ersten Pflock 70 Meter hinter der Startlinie. Jedem Reiter wird entsprechend seiner Startposition ein Pflock zugewiesen (der erste Reiter den ersten Pflock, der zweite Reiter den zweiten Pflock etc.) und kann auch nur durch Treffen dieses bestimmten Pflocks Punkte erzielen. Die Disziplin geht über 2 Durchgänge; im ersten Durchgang tragen alle Reiter Lanzen, im zweiten Durchgang Säbel. Die Mindestgeschwindigkeit beträgt 750 m/min, der Abstand zwischen den Pferden muss hintereinander 11 Meter betragen.
Punkte gibt es, wie bereits erwähnt, nur für Treffer auf den eigenen Pflock. Trifft ein Reiter den Pflock eines Mitstreiters, werden ihm keine Punkte anerkannt. Sollte ein Reiter seinen Pflock unterwegs verlieren und mit dem verlorenen Pflock den Pflock eines anderen Reiters treffen, erhält er nur Punkte für den Treffer des eigenen Pflocks. Wurde der eigene Pflock bereits vom Vorreiter aus dem Boden gezogen, können darauf trotzdem 4 Punkte für einen Treffer und 6 Punkte für das Aufnehmen und Wegtragen des Pflocks erzielt werden. Wenn ein Reiter sein Ziel verpasst, wird der Pflock zu einem „toten Pflock“. Die folgenden Reiter können damit keine Punkte erzielen, werden für Treffer aber auch nicht bestraft.

#### Skill at Arms

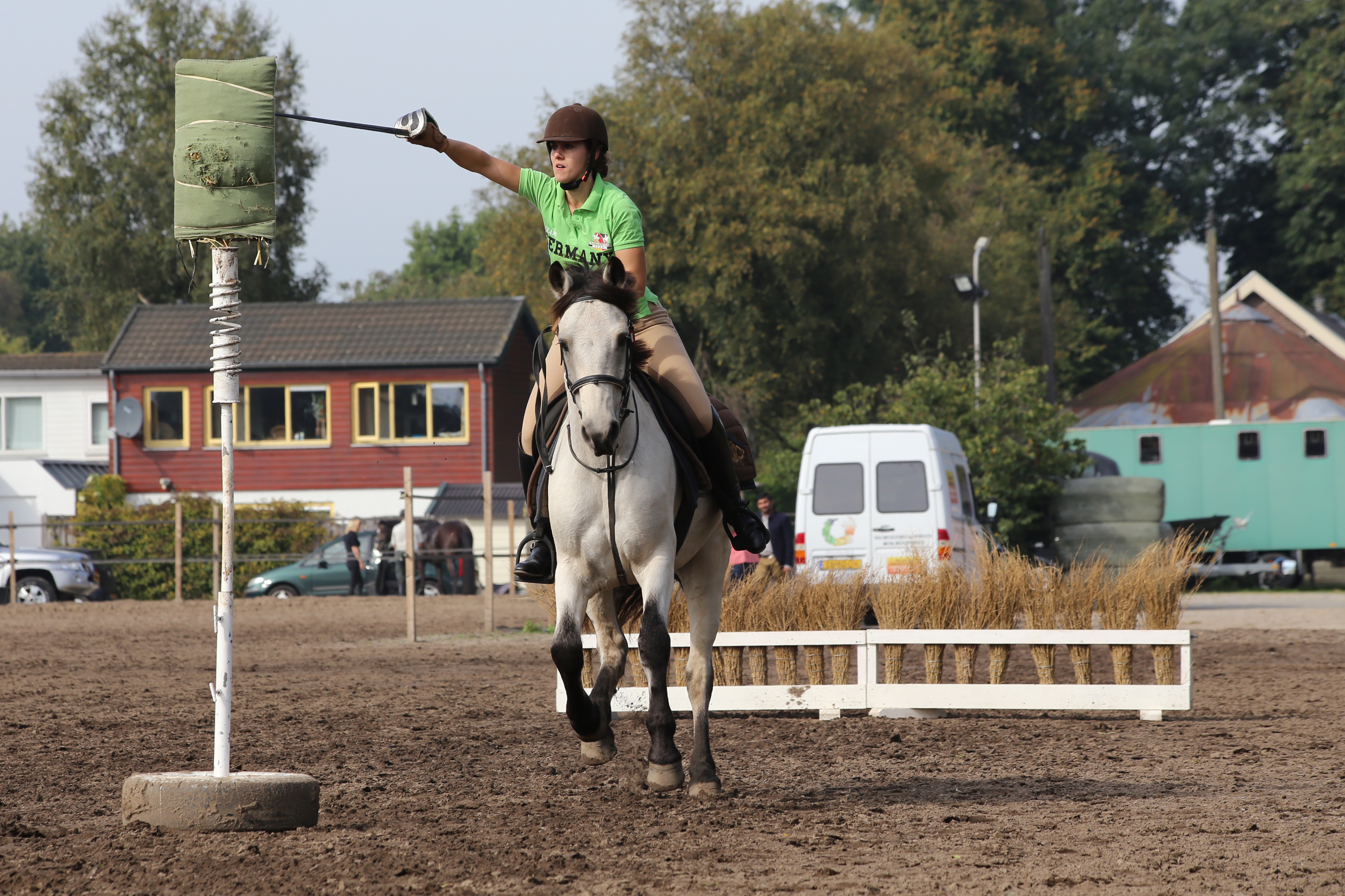
Skill at Arms bei einem Turnier in den Niederlanden

Der Parcours „Skill at Arms“ verlangt den Einsatz mehrerer Waffen direkt hintereinander und beinhaltet neben dem Einsatz der Waffen auch Sprünge über Hindernisse. Der Parcours besteht aus einem Durchgang mit 2 bis 3 Etappen, die mit einer Mindestgeschwindigkeit von 340 m/min absolviert werden müssen.
Die erste Etappe beinhaltet 3 Buschsprünge im Abstand von jeweils circa 20 Metern. Jeder Sprung ist 60 Zentimeter hoch und bis zu 1,5 Meter breit. Auf der rechten Seite des ersten Sprungs steht eine 1,5 Meter hohe Halterung mit einem normalen Ballon, beim zweiten Sprung befindet sich der Ballon links. Rechts neben dem dritten Sprung ist der Ballon auf einer Höhe von einem Meter angebracht. Diese Ballons müssen im Sprung mit einem Spieß oder einer Pistole getroffen werden. Am Ende der Etappe steht 35 Meter nach dem dritten Sprung ein Fass oder Eimer bereit mit einem Fassungsvermögen von ungefähr 20 Litern und einer Höhe von circa 1,5 Metern. Dort hinein soll die Waffe abgelegt werden, falls sie nicht wieder im Holster verstaut wird.
Für die zweite Etappe müssen ein Säbel aufgenommen und damit 2 Attrappen attackiert werden. Die Attrappen bestehen aus mit Stroh gefüllten Säcken, die je auf der Hälfte der Höhe der Hindernisse der ersten Etappe von einem Galgen baumeln. Ein Herz mit einem Durchmesser von 8 Zentimeter wird auf einer Höhe von 1,5 Meter auf den Attrappen platziert. Der Säbel muss nach dem Treffen der ersten Attrappe schnell wieder aus dieser herausgezogen werden, um damit die zweite Attrappe anzugreifen. In dieser soll er stecken gelassen werden, da die dritte und letzte Etappe mit der Lanze geritten wird. Sollte der Reiter die zweite Attrappe nicht treffen, muss er den Säbel in der Nähe der Lanze in den Boden rammen.
Die für die dritte Etappe von Skill at Arms verwendete Lanze steht locker in den Boden gesteckt für den Reiter parat und muss von diesem herausgezogen und aufgenommen werden. Anschließend muss der Reiter eine Strecke Rings and Peg absolvieren.
Punkte werden in diesem Wettbewerb wie folgt verteilt: Je 6 Punkte erhält der Reiter für den weggetragenen Pflock, jeden aufgenommenen Ring und das Treffen des Herzens einer Attrappe. Je 4 Punkte gibt es für das Herausziehen des Pflocks und je 3 Punkte für Treffer in andere Bereiche der Attrappen außer dem Herzen und für Ballons, die beim ersten Versuch platzen und jeden erfolgreichen Sprung. 2 Punkte gibt es für einen getroffenen aber nicht herausgezogenen Pflock. Zeitstrafen folgen den üblichen Regeln von einem halben Punkt Abzug je begonnener Sekunde über der erlaubten Zeit. Sollte das Pferd die im Boden steckenden Waffen umwerfen, muss der Reiter absteigen und die Waffe zurück in den Boden stecken. Verliert der Reiter eine der Waffen unterwegs, wird er disqualifiziert. Ebenfalls disqualifiziert wird man für die zweite Verweigerung, das Verlassen des Kurses, das Versäumnis, einen verwendeten Revolver wieder ins Holster zurückzustecken und wenn man bei einer Verweigerung am ersten Sprung nicht noch einmal über die Startlinie reitet.

#### Half Section Lance und Half Section Sword
Half Section Lance und Half Section Sword folgen den Regeln von Lance and Sword Paired, werden aber von beiden Reiter jeweils mit Lanze bzw. Säbel geritten.

### Regionale Sonderregeln
Wie bereits erwähnt, erlassen einige Länder auf ihren Turnieren eigene Regeln. So werden unter anderem neben den Punkten für Zieltreffer auch Stilpunkte vergeben. Bewertet wird nicht nur der Stil des einzelnen Reiters, sondern in Mannschaftsdisziplinen auch, ob die Reiter eines Teams auf gleicher Höhe und in den Bewegungsabläufen synchron sind. Beim Indian File kann auch der gleichmäßige Abstand der Pferde bewertet werden.
Auch der Parcours Skill at Arms kann in seiner Zusammensetzung variieren. Teilweise wird auf eine der beiden ersten Etappen verzichtet oder ihre Reihenfolge geändert. Auch die Anzahl der Sprünge kann je nach Turnier verschieden sein.

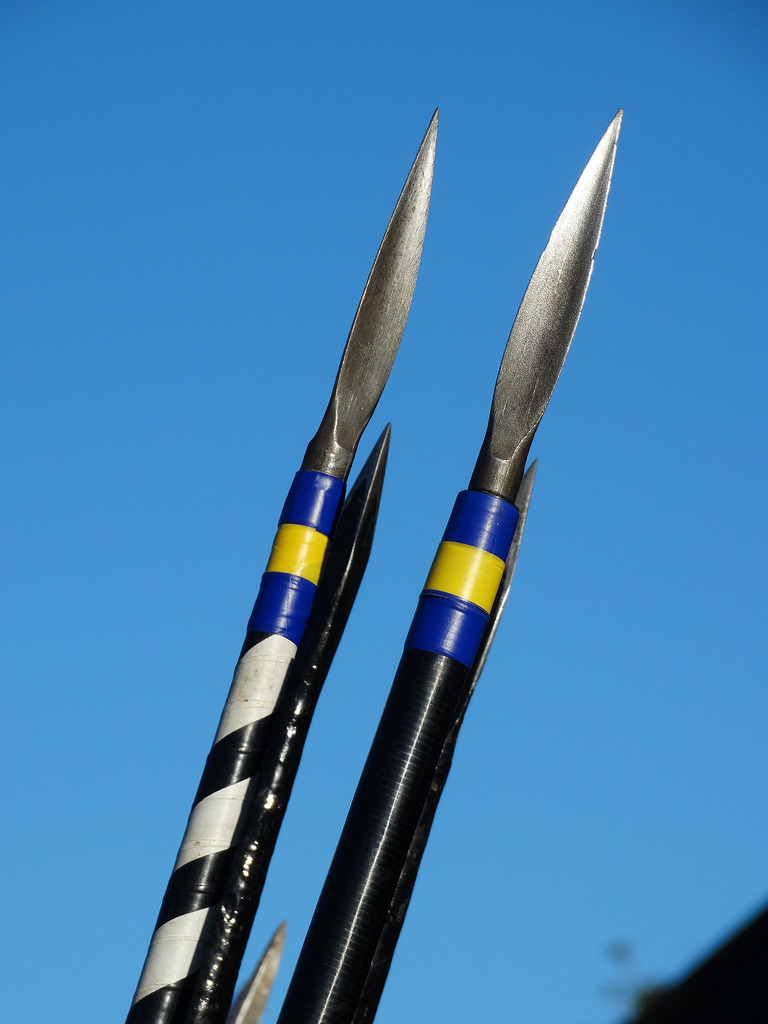
Tent Pegging-Lanzen

### Waffen
Die Bestimmungen für die beim Tent Pegging verwendeten Waffen werden ebenfalls im Regelwerk festgelegt. Für das klassische Tent Pegging und alle unter Overheads fallenden Disziplinen verwendet man Säbel oder Lanze.
Lanzen können aus jedwedem Material sein, benötigen jedoch eine glatte Metallspitze, die weder scharfkantig noch gezackt sein darf. Ihre Länge muss zwischen 2,2 Meter und 2,75 Meter betragen.
Für Säbel ist eine Klingenlänge zwischen 81 Zentimeter und 90 Zentimeter und eine Gesamtlänge von 110 Zentimeter erlaubt. Schlingen am Griff oder Widerhaken sind nicht erlaubt.
Beim „Skill at arms“ Wettkampf sind neben Säbel und Lanze auch Schreckschusspistolen, Revolver, Batons und Spieße in Verwendung.

## Tent Pegging in Deutschland
Tent Pegging existiert in Deutschland seit 2013. Die erste deutsche Tent-Pegging-Organisation ist „Tentpegging Germany“, eine Abteilung des Deutschen Kavallerieverbands. Dieser wurde 2012 gegründet mit dem Ziel, das sportlich kavalleristische Reiten in Deutschland zu fördern.  Er entsandte auch eine deutsche Nationalmannschaft zu internationalen Tent-Pegging-Wettbewerben. Zum Jahreswechsel 2016/2017 wurde unabhängig vom Kavallerieverband der „Deutsche Tentpegging Verband“ als Abteilung des Kreissportbundes Märkisch-Oderland gegründet. Am 20. Januar 2018 gründeten beide Verbände, Tentpegging Germany und der Deutsche Tentpegging Verband, in Khartum im Sudan die „German Tent Pegging Union“ als gemeinsamen Dachverband, der die deutschen Reiter als zentrale Organisation gegenüber der ITPF repräsentiert.

## Deutsche Meisterschaften
Am 23. und 24. Juli 2016 fand die erste Deutsche Meisterschaft ausgerichtet von Tentpegging Germany in Crawinkel/Thüringen statt. Es wurden die Disziplinen Individual Lance, Half Section Lance, Full Section Lance sowie Individual Sword, Half Section Sword und Full Section Sword geritten. Turniersieger und Deutscher Meister wurde Jenny Horvath.
Am 22. April 2017 wurden dann durch den zweiten Verband, den Deutschen Tentpegging Verband, im MAFZ Paaren/Glien zum ersten Mal Deutsche Meisterschaften im Tent Pegging ausgetragen. Geritten wurden Individual Lance und Individual Sword sowie Half Section Lance und Half Section Sword. Deutscher Meister in der Gesamtwertung wurde Christian Scholle-Ziefuß auf Chippy mit 32 Punkten, Deutsche Vize-Meisterin wurde Dr. Angela Breme auf Chiko mit 27 Punkten, Dritter wurde Steffen Kukral, ebenfalls auf Chiko, mit 20 Punkten.
Im parallel stattfindenden internationalen Freundschaftsturnier siegte Großbritannien vor Norwegen und Deutschland, die USA belegten Platz vier. In der Einzelwertung siegte Jenna Copley (GB) mit 44 Punkten vor Zubair Akram (NOR) mit 36 Punkten und Steffen Kukral (D) mit 32 Punkten.
Am 8. und 9. September 2017 wurde von Tentpegging Germany in Crawinkel/Thüringen ein Internationales Turnier (ITPF) ausgerichtet. Zu diesem Turnier entsandte u. a. der vielmalige Weltmeister Südafrika seine Nationalmannschaft. In diesem Rahmen wurde auch die zweite Deutsche Meisterschaft von Tent Pegging Germany ausgetragen. Deutsche Meisterin 2017 wurde hierbei Aileen Froitzheim. Bestes Team International wurde Südafrika, beste Reiterin International wurde die Britin Corrie King.
Seit der Gründung der German Tent Pegging Union 2018 treten die Reiter aller deutschen Verbände bei einer gemeinsamen Deutschen Meisterschaft an. Die Union vertritt die deutschen Sportler auch international beim Weltverband ITPF.
Vom 22. bis zum 24. Juni 2018 fanden die ersten gemeinsamen Deutschen Meisterschaften der German Tent Pegging Union auf dem Poloplatz des Schlossguts Schönwalde bei Berlin statt. Geritten wurden Individual Lance, Halfsection Lance, Section Lance, Individual Sword, Halfsection Sword, Section Sword, Ring, Ring, Peg sowie Lemon, Lemon, Peg und Indian File. Siegerin mit 93 Punkten in der Gesamtwertung und somit Deutscher Meister wurde Aileen Froitzheim.
Zwischen dem 13. und 15. September 2019 fanden mit internationaler Beteiligung im thüringischen Crawinkel die Deutschen Meisterschaften statt. Bester internationaler Reiter wurde der Australier Aedan Staats mit 154 Punkten. Das beste Team wurde Australien mit einer Gesamtpunktzahl von 540. Die Deutsche Meisterschaft konnten im Zuge des Turniers wertgleich Anna Schmidt-Pauly und Magdalena Grimm (76,2 %) gewinnen. Es wurden die Disziplinen Individual Lance, Halfsection Lance, Section Lance und Individual Sword, Halfsection Sword, Section Sword sowie Ring, Ring, Peg, Lemon, Lemon, Peg und Indian File geritten. Der Meisterschaft war ein Qualifikationsturnier im brandenburgischen Krügersdorf am 29. und 30. Juni 2019 vorausgegangen.

## Tent Pegging international
Der international anerkannte Weltverband für Tent Pegging ist die International Tent Pegging Federation (ITPF). Der Sitz der ITPF ist in Maskat in Oman. Gegründet als World Tent Pegging Federation am 21. März 2013, wurde sie im Oktober 2013 auf Anfrage der FEI in International Tent Pegging Federation umbenannt. Die Mitglieder sind laut der Internetpräsenz der ITPF die Nationalverbände von Ägypten, Australien, Bahrain, Deutschland, Großbritannien, Irak, Iran, Indien, Jemen, Jordanien, Kanada, Kasachstan, Katar, Kuwait, Libanon, Norwegen, Oman, Pakistan, Russland, Saudi-Arabien, Schweden, Sri Lanka, Südafrika, Sudan, Syrien, Turkmenistan, den Vereinigten Arabischen Emiraten, der Vereinigten Staaten von Amerika und Weißrussland. Außerdem wurden in der Generalversammlung im Dezember 2016 Marokko und Palästina als Mitgliedsländer anerkannt. Im Januar 2018 kamen Polen und Kirgisistan hinzu.  Deutschland ist Gründungsmitglied der ITPF und wird seit 2018 durch die German Tent Pegging Union repräsentiert. Auch Israel und die Niederlande haben nationale Tent-Pegging-Verbände.

### Tent Pegging World Cup
Neben der Herausgabe eines international gültigen Regelwerks und der Vertretung des Sports in der FEI richtet die ITPF seit 2014 alle 2 Jahre eine Weltmeisterschaft aus. Dieser gehen üblicherweise 2 Qualifikationsturniere voran.
| Jahr | Gastgeberland | Sieger    | Zweitplatziert | Deutsche Platzierung       |
| ---- | ------------- | --------- | -------------- | -------------------------- |
| 2014 | Oman          | Südafrika | Oman           | keine deutsche Beteiligung |
| 2016 | Ägypten       | Ägypten   | Südafrika      | keine Deutsche Beteiligung |